# Sneatîn
Sneatîn, întâlnit și sub forma Sniatin (în ucraineană Снятин) este orașul raional de reședință al raionului Sneatîn din regiunea Ivano-Frankivsk, Ucraina. În afara localității principale, nu cuprinde și alte sate.

## Demografie
Componența lingvistică a orașului Sneatîn
     Ucraineană (98,72%)
     Alte limbi (1,07%)
Conform recensământului din 2001, majoritatea populației orașului Sneatîn era vorbitoare de ucraineană (98,72%), existând în minoritate și vorbitori de alte limbi.